# Виллафранка-Пьемонте
Виллафранка-Пьемонте (итал. Villafranca Piemonte) — коммуна в Италии, располагается в регионе Пьемонт, в провинции Турин.
Население составляет 4792 человека (2008 г.), плотность населения составляет 94 чел./км². Занимает площадь 51 км². Почтовый индекс — 10068. Телефонный код — 011.
Покровителями коммуны почитаются святые Ангелы-Хранители, празднование в последнее воскресение сентября.

## Демография
Динамика населения:

## Города-побратимы
- Беломер-Геувиль, Франция
- Эль-Треболь, Аргентина
- Сен-Морис-Сен-Жермен, Франция

## Администрация коммуны
- Официальный сайт: http://www.comune.villafrancapiemonte.to.it/